# Cryptocosma perlalis
Cataclysta perlalis is een vlinder uit de familie van de grasmotten (Crambidae), uit de onderfamilie van de Glaphyriinae. De wetenschappelijke naam van de soort is voor het eerst gepubliceerd in 1863 door Julius Lederer.
De soort komt voor in Guatemala, Costa Rica, Colombia, Guyana, Frans-Guyana, Brazilië, Ecuador, Peru.